# Mastrus ineditus
Mastrus ineditus är en stekelart som först beskrevs av Kokujev 1909.  Mastrus ineditus ingår i släktet Mastrus och familjen brokparasitsteklar. Inga underarter finns listade i Catalogue of Life.